# Diospyros balansae
Diospyros balansae är en tvåhjärtbladig växtart som beskrevs av André Guillaumin. Diospyros balansae ingår i släktet Diospyros och familjen Ebenaceae. Inga underarter finns listade i Catalogue of Life.